# Sandboden und Praterterrasse
Sandboden und Praterterrasse este o arie protejată (arie de protecție specială avifaunistică — SPA) din Austria întinsă pe o suprafață de 16.312,62 ha, integral pe uscat.

## Localizare
Centrul sitului Sandboden und Praterterrasse este situat la coordonatele 48°11′50″N 16°47′20″E / 48.1972°N 16.7889°E.

## Înființare
Situl Sandboden und Praterterrasse a fost declarat arie de protecție specială avifaunistică în ianuarie 2004 pentru a proteja 34 de specii de animale.

## Biodiversitate
Situată în ecoregiunea continentală, aria protejată nu include niciun habitat protejat.
La baza desemnării sitului se află mai multe specii protejate de  păsări (34): ciocârlie-de-câmp (Alauda arvensis), fâsă-de-câmp (Anthus campestris), acvilă de câmp (Aquila heliaca), pasărea ogorului (Burhinus oedicnemus), șorecar mare (Buteo rufinus), caprimulg (Caprimulgus europaeus), erete de stuf (Circus aeruginosus), erete vânăt (Circus cyaneus), erete cenușiu (Circus pygargus), porumbel de scorbură (Columba oenas), prepeliță (Coturnix coturnix), ciocănitoarea de stejar (Dendrocopos medius), ciocănitoare de grădină (Dendrocopos syriacus), ciocănitoare neagră (Dryocopus martius), egretă albă (Egretta alba), presură sură (Emberiza calandra), șoim dunărean (Falco cherrug), șoim de iarnă (Falco columbarius), șoim călător (Falco peregrinus), șoimul rândunelelor (Falco subbuteo), codalb (Haliaeetus albicilla), sfrâncioc roșiatic (Lanius collurio), sfrâncioc mare (Lanius excubitor), ciocârlie de pădure (Lullula arborea), prigoare (Merops apiaster), gaia roșie (Milvus milvus), pietrar sur (Oenanthe oenanthe), dropie (Otis tarda), lăstun de mal (Riparia riparia), mărăcinar negru (Saxicola torquatus), turturică (Streptopelia turtur), silvie porumbacă (Sylvia nisoria), pupăză (Upupa epops), nagâț (Vanellus vanellus).
Pe lângă speciile protejate, pe teritoriul sitului au mai fost identificate 3 specii de păsări.